# شارع السادات
شارع السادات هو أحد شوارع منطقة الحمرا في بيروت عاصمة لبنان. وقد سُمّيَ نسبةً للسادات بَيْهَم أحد أعيان مدينة بيروت.